# Dysdera vermicularis
Dysdera vermicularis là một loài nhện trong họ Dysderidae.
Loài này thuộc chi Dysdera. Dysdera vermicularis được Lucien Berland miêu tả năm 1936.